# Pachycephala griseonota
El silbador cenizo (Pachycephala griseonota) es una especie de ave paseriforme de la familia Pachycephalidae.

## Distribución geográfica y hábitat
Es endémica de las Molucas (Indonesia). Su hábitat natural son los bosques húmedos tropicales de zonas bajas.

## Subespecies
Se reconocen las siguientes según IOC:
- P. g. lineolata: islas Sula.
- P. g. cinerascens: norte de Molucas.
- P. g. examinata: Buru.
- P. g. griseonota: Ceram.
- P. g. kuehni: islas Kai.